# Ethnologue
The Ethnologue: Languages of the World er en oversigt over mange af verdens sprog som udgives i bogform og på internettet af SIL International (tidligere kendt som "Summer Institute of Linguistics"). SIL er en kristen organisation som studerer sprog for at kunne uddanne missionærer til sprogenes talere.
Ethnologue indeholder statistikker for 6.809 sprog (2000-udgaven) med antal talende, geografisk placering, dialekter, lingvistisk placering, tilgængelighed af Bibelen etc.
Ethnologue tildeler alle de opremsede sprog en trebogstavsforkortelse.
Neutraliteten af Ethnologue som et videnskabeligt værk er omstridt, især hvad angår den sproglige klassifikation af sprog med tilknytning til Bibelen. Et eksempel er klassificeringen af arabisk og hebraisk som nogle mener er påvirket af at Ismael og Isak var brødre ifølge Bibelen. Ethnologue placerer de to sprog i samme undergruppe af de semitiske sprog og aramæisk i en anden undergruppe, i modsætning til de fleste andre sprogvidenskabsfolk som næsten enstemmigt mener at hebraisk og aramæisk er tættere indbyrdes beslægtet end med arabisk. 
I en dansk anmeldelse af værkets 15. udgave konkluderede anmelderen, journalisten Ole Stig Andersen, at værket var uundværligt fordi det havde så mange sprog med, men at oplysningerne måtte tages med "et læs salt", idet værkets formål ikke er at identificere verdens sprog, men at identificere sprog som kan danne basis for mulige bibeloversættelser. F.eks. indeholdt Ethnologues afsnit om Danmark henvisninger til et sprog som ikke længere findes i Danmark ("markedsdansk", en blanding af dansk og tysk), mens jysk (dvs. sønderjysk) omtales som et selvstændigt sprog, og bornholmsk omtales i værket som svensk.

## Ekstern henvisning
- Web-versionen af The EthnologueArkiveret 27. december 2007 hos  Wayback Machine
- Sprogkoderne i Ethnologue Arkiveret 3. april 2005 hos  Wayback Machine
- Anmeldelse af Ole Stig Andersen af Ethnologues 15. udgave Arkiveret 6. august 2011 hos  Wayback Machine (uddrag bragt i "Fagbogen" på P1 i 2005)